# Kevin Ceccon
Kevin Ceccon, född 24 september 1993 i Clusone, är en italiensk racerförare. Hans stora genombrott kom när han blev mästare i Auto GP 2011.

## Racingkarriär
Ceccon hade tävlat i karting i flera år, innan han som sextonåring tog klivet till formelbilsklassen European F3 Open 2009. Han varvade det med det italienska F3-mästerskapet, som han dock bara körde knappt halva säsongen i. Under det året blev han elva i European F3 Open och fjortonde i det italienska mästerskapet. Under sin andra säsong i European F3 Open tog han en seger och ytterligare fem pallplatser, och slutplaceringen blev fyra.
Ceccons nästa steg blev Auto GP och halva säsongen i GP2 Series 2011. Han var rätt ojämn i det förstnämnda mästerskapet och lyckades bara ta en seger. Trots det blev han mästare med tre poängs marginal till Luca Filippi, som dock avstod en helg för att tävla i GP2 Series. Eftersom han vann mästerskapet, vann han även det så kallade Under 21 Trophy och fick ett gratis test i GP2.
| År                                               | Klass/Mästerskap              | Team            | Bil                      | Totalt/poäng | Bästa placering             |
| ------------------------------------------------ | ----------------------------- | --------------- | ------------------------ | ------------ | --------------------------- |
| 2009                                             | European F3 Open              | RP Motorsport   | Dallara F308 (Toyota)    | 11:a/34p     | Två fjärdeplatser           |
| 2009                                             | Campionato Italiano Formula 3 | RP Motorsport   | ?                        | 14:e/11p     | 7:a på Adria (Race 2)       |
| 2010                                             | European F3 Open              | MRP Motorsport  | Dallara F308 (Toyota)    | 4:a/92p      | 1:a på Catalunya (Race 1)   |
| 2010                                             | Campionato Italiano Formula 3 | RP Motorsport   | Dallara F308 (FPT)       | -/0p         | 12:a på Vallelunga (Race 2) |
| 2011                                             | Auto GP                       | Ombra Racing    | Lola B05/52 (Zytek)      | 1:a/130p     | 1:a på Hungaroring (Race 1) |
| 2011                                             | GP2 Series                    | Scuderia Coloni | Dallara GP2/11 (Renault) | -/0p         | 11:a i Monaco (Race 1)      |
| Senast uppdaterad: 2011-10-19 (4802 dagar sedan) |                               |                 |                          |              |                             |